# 24130 Alexhuang
24130 Alexhuang este un asteroid din centura principală de asteroizi.

## Descriere
24130 Alexhuang este un asteroid din centura principală de asteroizi. A fost descoperit pe 4 noiembrie 1999 la Socorro, New Mexico, în cadrul proiectului LINEAR. Asteroidul prezintă o orbită caracterizată de o semiaxă mare de 2,24 ua, o excentricitate de 0,12 și o înclinație de 3,6° în raport cu ecliptica.